# Sir Richard Phillips
Sir Richard Phillips (13 de Dezembro de 1767-2 de Abril de 1840), foi um professor, autor e editor inglês. 

## Vida e obra
Phillips nasceu em Londres. Em 1796 fundou The Monthly Magazine, publicação periódica na colaboraram William Blake, Samuel Taylor Coleridge, William Godwin, George Dyer e Charles Lamb. Além disso publicou obras como On the Powers and Duties of Juries, and on the Criminal Laws of England, 1811; A Morning's Walk from London to Kew, 1817; Golden Rules of Social Philosophy, Or, A New System of Practical Ethics, 1826; A Personal Tour Through the United Kingdom, 1828; A Million of Facts, connected with Studies, Pursuits, and Interests of Mankind, 1832. Muitos dos seus outros trabalhos foram publicados sob, pelo menos cinco pseudónimos, e diz-se que, muitas obras da autoria de escritores conhecidos, foram na verdade escritas por Phillips.